# Dumitru Bălcăcean
Dumitru Bălcăcean (n. 14 martie 1885, Făgăraș, Comitatul Făgăraș, Regatul Ungariei – d. 1967, Făgăraș) a fost un deputat în Marea Adunare Națională de la Alba Iulia, organismul legislativ reprezentativ al „tuturor românilor din Transilvania, Banat și Țara Ungurească”, cel care a adoptat hotărârea privind Unirea Transilvaniei cu România, la 1 decembrie 1918.

## Biografie
S-a născut în 14 martie 1884 în Făgăraș. A fost agricultor. A decedat la 5 ianuarie 1967, în localitatea natală.

## Activitate politică
A participat la Marea Adunare Națională de la Alba Iulia din 1 decembrie 1918 în calitate de delegat al cercului electoral Făgăraș.